# Deepak Ahuja
Deepak Ahuja es el director Financiero de Tesla Motors.
En 2013 Tesla Motors fabricará 25 000 coches eléctricos Tesla Model S.
El 28 de agosto de 2013 la capitalización bursátil de Tesla Motors era de 20 215 293 743 USD (17 623 693 085 euros al cambio de hoy).

## Historia

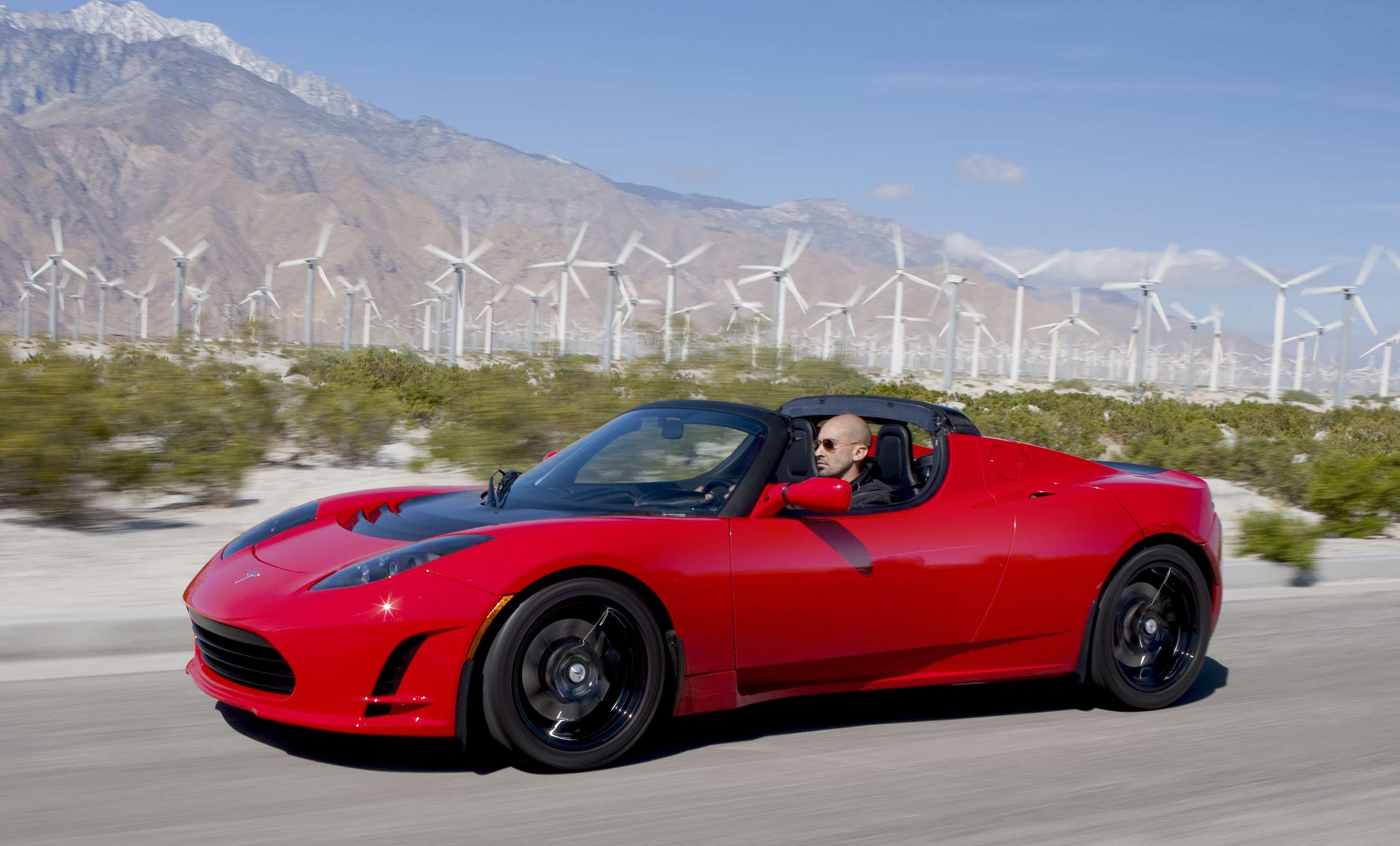
Tesla Roadster Sport 2.5.

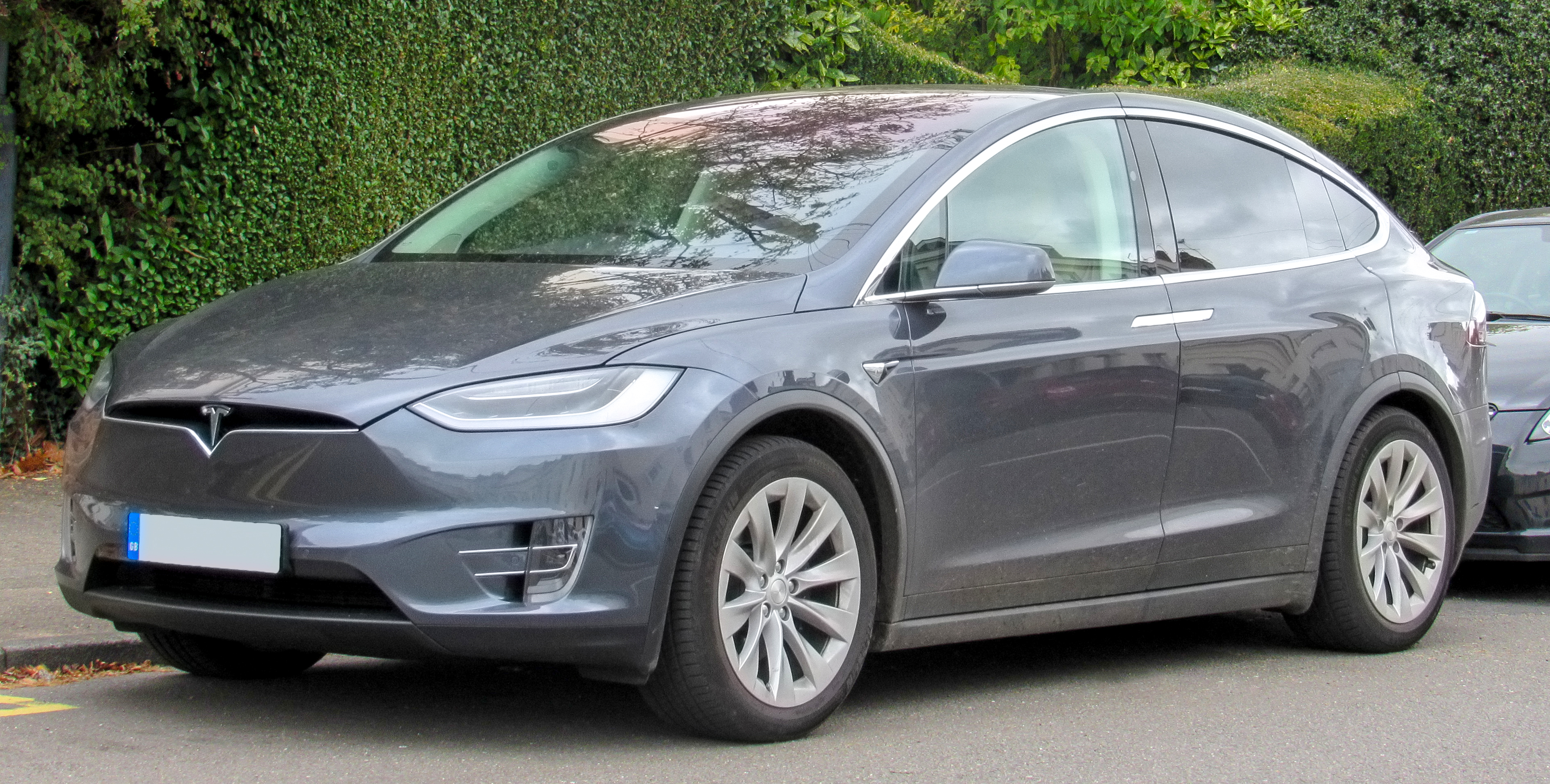
Tesla Model X.

Entre 1980 y 1985 estudió en el Institute of Technology de la Banaras Hindu University (BHU) en India y obtuvo una licenciatura en Ingeniería Cerámica (B. Tech, Ceramic Engineering).
Entre 1985 y 1987 estudió en la Northwestern University en Evanston, Illinois donde obtuvo un Máster en Ingeniería de Materiales (M.S., Materials Engineering).
Entre 1990 y 1993 estudió en la Tepper School of Business de la Carnegie Mellon University en Pittsburgh, Pensilvania, donde obtuvo un Máster en Administración de Empresas MBA (M.S., Business).
Durante 6 años trabajó para Kennametal, Inc. cerca de Pittsburgh, Pensilvania, donde desarrolló dos herramientas de corte para materiales compuestos de la industria aeroespacial y automovilística.
De enero a agosto de 2000 fue director de Compras y Desinversiones de Ford Motor Company.
De 2000 a 2003 trabajó como Director Financiero para Auto Alliance International, que era una joint venture entre Ford y Mazda que tuvo un beneficio de 4000 millones de dólares.
De 2003 a 2006 fue director Financiero para Ford Sudáfrica donde supervisó las finanzas, los asuntos legales y las tecnologías de la información. Manejó una facturación de 3000 millones de dólares.
De 2006 a 2008 fue controlador de desarrollo de producto de coches pequeños en Ford con el objetivo de vender en el mercado norteamericano coches muy eficientes en consumo.
En su carrera en Ford tuvo responsabilidades en todos los aspectos del negocio, incluyendo fabricación, ventas, publicidad, tesorería y compras.
Desde agosto de 2008 es Director Financiero de Tesla Motors.
Bajo su dirección el 29 de junio de 2010 Tesla Motors salió a bolsa a 17 USD.
El 28 de agosto de 2013 la acción se cotizaba a 166 USD y la capitalización bursátil era de 20 215 293 743 USD (17 623 693 085 euros al cambio de hoy).
En 2010 tras la salida a bolsa de Tesla Motors fue nombrado Director Financiero del año por la revista Silicon Valley Business Journal.
Está casado y tiene dos hijas.
Vive en Silicon Valley y trabaja en las oficinas de Tesla en Palo Alto.
En su tiempo libre le gusta caminar y pasear en bicicleta.

## Remuneración en Tesla Motors
Como Director Financiero CFO Chief Financial Officer en Tesla Motors, Deepak Ahuja recibió una remuneración total de 901 457 USD para el año fiscal 2012.
Su salario fue de 338 000 USD.
Recibió 563 457 como opciones sobre acciones (stock options),